# San Ildefonso (navire)
Pour les articles homonymes, voir San Ildefonso.
Le San Ildefonso est un vaisseau de 74 canons en service dans la marine espagnole pendant les guerres de la Révolution et de l'Empire. Conçu à la fin de la guerre d'indépendance des États-Unis, il est le premier bâtiment d'une classe de vaisseau plus rapide que les précédents navires espagnols. Capturé par les Anglais à la bataille de Trafalgar, il est démoli en 1816.

## Conception et construction
Le San Ildefonso est conçu par l'architecte naval José Joaquín Romero y Fernández de Landa (es). Premier vaisseau de sa classe, sa conception représente un moment important dans la pensée navale espagnole. Ses plans sont issus des travaux présentés par Julián Martín de Retamosa à la fin de la guerre d'indépendance des États-Unis pour remédier à l'infériorité des navires espagnols face à la marine britannique.
La principale volonté des concepteurs du San Ildefonso est d'obtenir un vaisseau rapide ; pour cela, José de Landa conçoit un vaisseau moins long que ses prédécesseurs. La forme des pièces de bois de la coque est repensée pour l'alléger tout en la renforçant et l'usage du chêne dans la mature est abandonné au profit de celui des résineux. Le profil de la coque est également repensé pour offrir moins de résistance à l'avancement.
Commandé le 23 février 1784, la quille du San Ildefonso est posée le 26 mars suivant au chantier naval de Carthagène. Le vaisseau est lancé le 22 janvier 1785 puis armé pour une campagne d'essai.
Le San Ildefonso est long de 190 pieds de Burgos (soit environ 52,9 m) et large de 52 pieds de Burgos (soit environ 14,5 m). Avec environ 7 m de tirant d'eau, le vaisseau déplace 2 699 tonnes. Il embarque 82,65 tonnes de lest pour équilibrer le navire. Son tonnage est de 1 490 tonnes.
Initialement conçu comme un vaisseau de 74 canons, le San Ildefonso est armé, pour la bataille de Trafalgar, de 80 à 84 pièces d'artillerie. L'armement principal est constitué de 58 canons de 24 livres et de 6 canons de 8 livres,. Le pont est équipé de 10 obusiers de 30 livres et de 6 obusiers de 24 livres auxquels s'ajoutent selon Luis Aragón Martín quatre pierriers.

## Service actif

### Campagnes d'essai
Le San Ildefonso passe la première partie de sa carrière dans différentes campagnes d'essais ayant pour but de valider les choix faits lors de sa conception. La campagne de 1785, menée sous le commandement de Ignacio Maria de Álava y Sáenz de Navarrete, montre que le vaisseau navigue jusqu'à un nœud plus rapidement que le San Juan Nepomuceno. Ses qualités manœuvrières sont également confirmées mais des problèmes de structures sont relevés. Les essais sont considérés comme concluant et la construction de plusieurs autres unités de cette classe lancée.
Désarmé le 9 janvier 1786, il reste en réserve pendant deux ans et neuf mois à Carthagène. Il est réarmé en 1788 pour une campagne d'essai, puis envoyé pour carénage à l'arsenal de Carraca. après de nouveaux essais, il est désarmé le 9 octobre 1788 pour six mois à Carthagène. Réarmé le 13 avril 1789, il opère entre Carthagène et Cadix avant d'être de nouveau désarmé dans le port murcien le 28 décembre. Il y reste trois sans, bénéficiant en 1792 de travaux d'aménagement intérieur.

### Guerres de la Révolution française
Réarmé, le San Ildefonso participe à partir du 20 avril 1793 aux opérations de la flotte espagnole contre la France puis contre l'Angleterre à partir de 1796.
Rentré à Cadix en mars 1797, le navire y subit un nouveau carénage en décembre. Bloqué dans le port par la flotte britannique, il effectue une sortie en février 1798 pour chasser un petit contingent ennemi. 
Entre 1798 et 1802, il effectue deux missions en Amérique. En juin 1802, après la paix d'Amiens, il est désarmé au Ferrol et y est totalement recaréné.

### Campagne de Trafalgar
Réarmé au Ferrol au printemps 1805 sous le commandement de José de Vargas, il rejoint la flotte combinée lors de son passage en Galice et va s'enfermer avec elle à Cadix.
Le San Ildefonso est affecté à l'escadre d'observation de l'amiral Gravina qui forme l'arrière-garde de la flotte franco-espagnole à la bataille de Trafalgar,. Dans la ligne de bataille alliée, le vaisseau suit l'Argonaute et précède l'Achille, l'Argonauta se trouvant à sa droite, sous le vent.
Le San Ildefonso affronte les vaisseaux de la colonne Collingwood qui coupent la ligne en différents points de l'arrière-garde. Il affronte d'abord deux vaisseaux à courte distance, peut-être les HMS Achille ou Revenge. À midi et demi, le capitaine de Vargas, blessé, transmet le commandement du vaisseau à son second, le capitaine de frégate Anselmo Gomendio. Le navire espagnol affronte ensuite le HMS Defence, dont il est le premier adversaire et se rend à lui à 16 h 30.
Au cours de la bataille, le San Ildefonso compte 34 tués et 136 blessés sur les 719 hommes d'équipage. Le navire est très endommagé et prend l'eau de manière inquiétante.

## Service britannique
Le San Ildefonso est remorqué par le HMS Defence jusqu'à Gibraltar, qu'ils atteignent le 2 novembre. Il est convoyé vers l'Angleterre en mai 1806, avec le Swiftsure et le Bahama, par le comte de Northesk et les HMS Britannia et Dreadnought.
Nommé HMS San Ildefonso, il est affecté au service du port à Portsmouth jusqu'en 1816, date de sa démolition.